# Stoteler See
Der Stoteler See ist ein künstlicher Bade- und Freizeitsee in der Gemeinde Loxstedt in Niedersachsen. Er liegt innerhalb des Naturschutzgebietes „Teichfledermausgewässer“.

## Beschreibung
Der See wurde nach der nahegelegenen Ortschaft Stotel benannt und ist beim Bau der westlich gelegenen Bundesautobahn 27 entstanden. Er ist in West-Ost-Richtung ungefähr 1 km lang, 30 ha groß und bis zu 14,5 m tief. Die Umgebung wird im Norden durch die Geest und im Süden durch das Stoteler Moor geprägt. Durch Niederschlag entstehendes überschüssiges Wasser wird durch den Hahnenknoop-Hetthorner Moorkanal in einen Altarm der Lune abgeleitet.
Im See kommen die Fischarten Aal, Barsch, Hecht, Karpfen, Rotauge, Rotfeder, Schlei und Zander vor. Außerdem bietet die Umgebung einen Lebensraum für Wasservögel wie Stockente, Krickente, Graugans, Wasserralle und Blässhuhn.
Der Badebetrieb wird durch die DLRG-Ortsgruppe Samtgemeinde Hagen überwacht, wozu eine Wachstation zur Verfügung steht. Außerdem gibt es Angelbereiche, Wohnmobilstellplätze und ein Hotel mit Restaurant. Der See ist zudem Ausgangspunkt eines eigenen Wanderweges. Ein Naherholungsgebiet im Süden des Sees wurde zwar infrastrukturell erschlossen, aber wegen des moorigen Untergrundes nicht bebaut und fertiggestellt. Im Zuge des Baus des Wesertunnels und der Bundesstraße 437 sollte der See teilweise als Naturschutzgebiet ausgewiesen und nördlich ein zweiter See entstehen, was aber für den Bau des Gewerbegebietes Loxpark verworfen wurde.
In der Ortschaft Stotel wurden die Straßen „Am Stoteler See“ und „Zum See“ nach dem Gewässer benannt.

## Bildergalerie

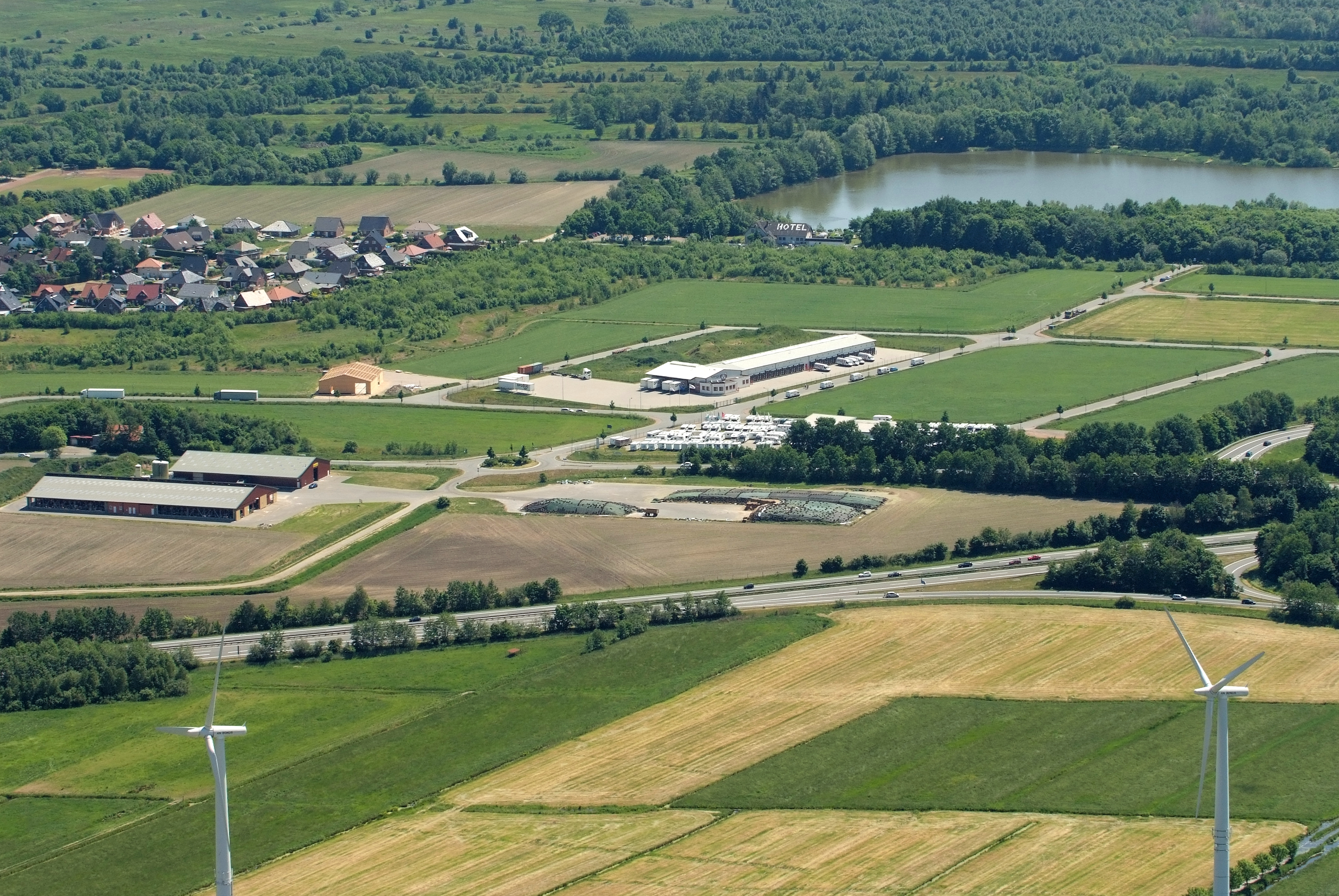
Südrand von Stotel (links im Bild) mit Stoteler See (rechts)
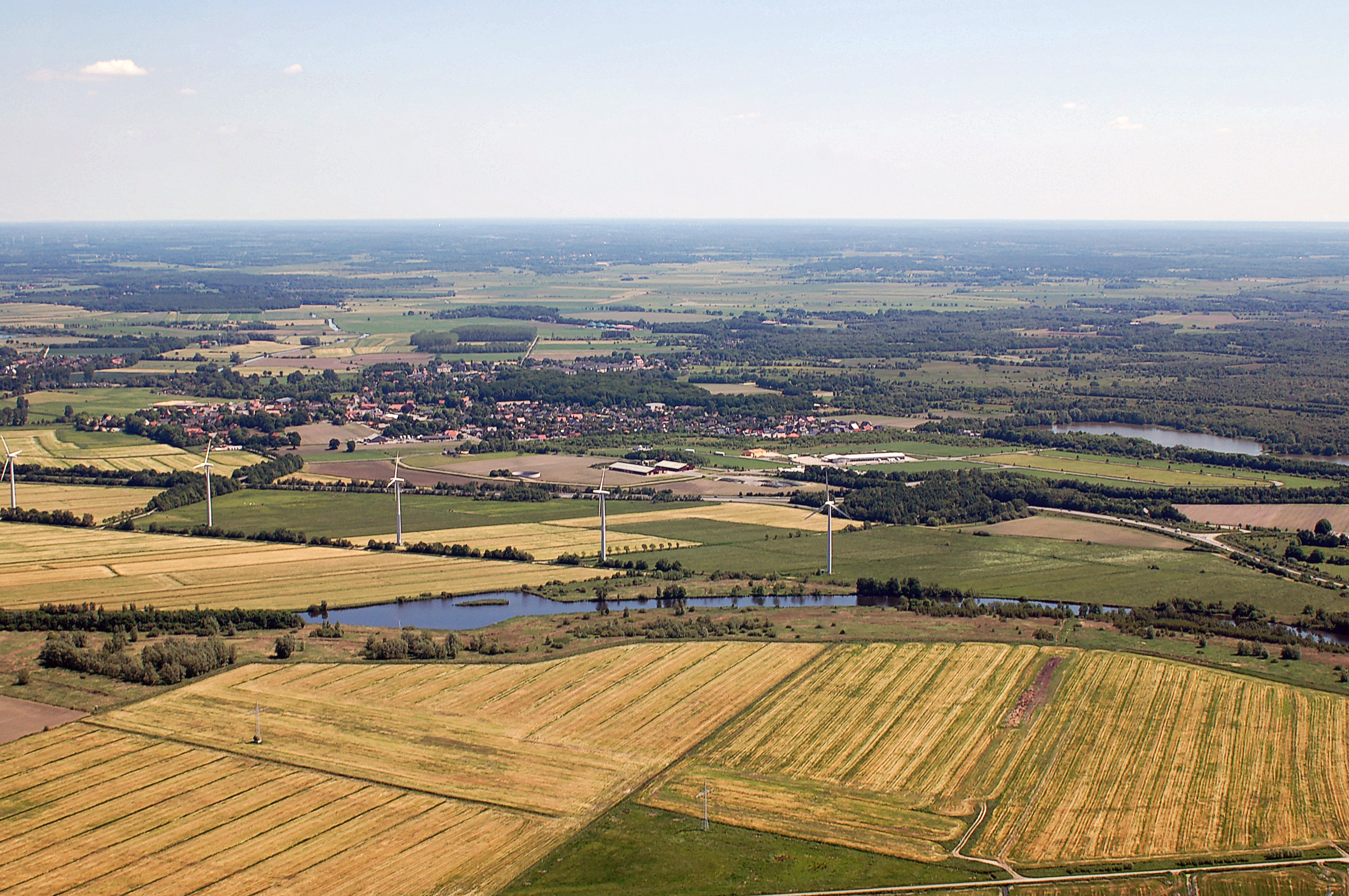
Die Lune im Vordergrund, in der Bildmitte Stotel, rechts der Stoteler See